# Phulrenu Guha
Phulrenu Guha (bengali : ফুলরেণু গুহ), née Dutta le 13 août 1912 et morte le 26 juillet 2006, est une universitaire indienne, combattante de la liberté, éducatrice et femme politique appartenant au Congrès national indien. Elle est membre du Rajya Sabha du Bengale-Occidental d'avril 1964 à avril 1970 et ministre de la protection sociale dans le gouvernement d'Indira Gandhi de 1967 à 1969. Elle est élue au Lok Sabha, la chambre basse du Parlement indien de la circonscription de Contai, au Bengale-Occidental en 1984. Elle est récipiendaire du Padma Bhushan en 1977. Elle combat et fait campagne pour l'autonomisation des femmes et a fondé nombre d'écoles au Bengale ainsi que plusieurs fondations assurant l'indépendance financière des femmes,,,,,,,.

## Biographie
Elle est la fille du magistrat adjoint Surendranath Dutta et de l'activiste social Abalabala Dutta. Guha a étudié pendant quelques années à l’école pour filles Gokhale Memorial et à l’école de filles Brahmo à Calcutta, mais elle a réussi son examen de licence dans une école de l’Assam. Par la suite, elle a obtenu un B.A du Brajomohan College à Barisal et une maîtrise en littérature et philosophie bengali de l'université de Calcutta sous le mentorat du philosophe indien, Sarvapalli Radhakrishnan.
Ses années à Barishal l'ont attirée vers le Parti Jugantar, engagé dans le nationalisme militant. C'est là qu'elle a rencontré son futur mari, le Dr Biresh Chandra Guha, qui avait rejoint le Jugantar Party encore plus jeune, et qui avait terminé sa maîtrise en chimie organique en 1925 et a commencé à travailler sous la pour le chimiste et entrepreneur Prafulla Chandra Ray. Par la suite, profondément inquiets de sa tendance croissante à s'engager activement dans la politique, ses parents l'ont envoyée à la School of Oriental Studies de Londres pour poursuivre des études supérieures en sciences politiques.
Pendant son séjour à Londres, Guha participe à la Conférence de Prague de la Fédération des étudiants indiens et de Ceylan, après avoir manifesté un vif intérêt pour le communisme et rencontré Ben Bradley, alors chef communiste de Grande-Bretagne.
En 1928, alors que Biresh part pour l'Angleterre, Guha rejoint la Sorbonne à Paris pour son doctorat. À Paris, elle devient membre du comité exécutif de l'Association des étudiants indiens et écrit un plusieurs lettres à son mari, qui témoignent d'une compréhension globale de la politique et du colonialisme français et les comparent avec l'Inde et le colonialisme britannique.
Elle est arrivée à Calcutta en juin 1938 et aurait rapporté 3 000 roupies du Parti communiste de Grande-Bretagne pour les communistes travaillant en Inde,.
Au début des années 1940, les Guhas ont été mis à niveau dans le mouvement de non-coopération, et Biresh est emprisonné. Elle a contribué à apaiser le bouleversement lors de la famine du Bengale en 1941-43 et elle s'est également efforcée de rétablir la congruence partagée à Noakhali,.
Elle a servi différentes associations d'État et du gouvernement central dans diverses limites. Elle a été Présidente du Comité de la protection de l’enfance de la Commission de planification du Gouvernement indien de 1971 à 1972 et du Comité de la condition de la femme en Inde de 1972 à 1975,. Elle a également dirigé le Conseil indien de la protection de l'enfance de 1970 à 1973. Elle était membre du Lok Sabha de 1964 à 1970,.

## Vie privée
Elle était mariée au célèbre biochimiste indien Dr Biresh Chandra Guha le 17 juillet 1945. Guha est décédée à l'âge de 95 ans en 2006 et a fait don de ses biens à l'Université de Calcutta pour créer la B.C. Centre de Guha pour le génie génétique et la biotechnologie.